# 11.º Escuadrón de Cruceros
El 11.º Escuadrón de Cruceros, también conocido como Cruiser Force E fue una formación de cruceros de la Royal Navy británica de 1914 a 1917 y nuevamente reactivada entre 1939 y 1940.

## Primera Guerra Mundial
El escuadrón se formó por primera vez en julio de 1914 y se asignó inicialmente a la Tercera Flota. En agosto de 1914 fue reasignado a la Flota del Canal. 
Fue denominado como Cruiser Force E para el servicio frente a la costa oeste de Irlanda, función en la que cesó en enero de 1915. Los buques asignados a esta tarea fueron los veteranos cruceros protegidos HMS Doris, Isis, Minerva, Venus de la clase Eclipse y más tarde el Sutlej, un crucero acorazado de la clase Cressy. 

### Contralmirante/Oficial superior al mando
Incluidos
|                                                                         | Empleo           | Bandera | Nombre                            | Fechas                                          | Observaciones                                                                            |
| ----------------------------------------------------------------------- | ---------------- | ------- | --------------------------------- | ----------------------------------------------- | ---------------------------------------------------------------------------------------- |
| Oficial superior / Contraalmirante al mando, 11.º Escuadrón de Cruceros |                  |         |                                   |                                                 |                                                                                          |
| 1                                                                       | Contraalmirante  |         | Robert Stewart Phipps Hornby      | 1 de agosto de 1914 – 5 de septiembre de 1914   |                                                                                          |
| 2                                                                       | Contralmirante   |         | Henry Loftus Tottenham,           | 5 de septiembre de 1914 – 16 de febrero de 1915 |                                                                                          |
| 3                                                                       | Capitán de navío |         | George Bowes Hutton               | 16 de febrero de 1915 – 13 de abril de 1915     | ascendido a Contraalmirante en octubre de 1918                                           |
| 4                                                                       | Contraalmirante  |         | Sir Horace Lambert Alexander Hood | 13 de abril de 1915 – 24 de mayo de 1915        |                                                                                          |
| 5                                                                       | Capitán de navío |         | Drury St. Aubyn Wake              | 24 de mayo de 1915 – 12 de marzo de 1917        | ascendido a Comodoro de 2.ª clase en octubre de 1915 y a Contralmirante en abril de 1917 |

## Segunda Guerra Mundial
El escuadrón se reorganizó en octubre de 1939 cuando el 12.º Escuadrón de Cruceros de la Patrulla del Norte pasó a denominarse como 11.º Escuadrón de Cruceros. Posteriormente, pasó a estar bajo mando del Comandante en Jefe del Atlántico Norte en Gibraltar hasta que se disolvió la unidad en 1940.
Durante todo este segundo período de actividad, el escuadrón estuvo comandado por el comodoro Richard J.R. Scott, quien ocupó el cargo ininterrumpidamente al mando del 11.º Escuadrón de Cruceros.